# Lance Kerwin
Lance Kerwin (* 6. November 1960 in Newport Beach, Kalifornien; † 24. Januar 2023 in San Clemente, Kalifornien) war ein US-amerikanischer Schauspieler.

## Leben und Wirken
Kerwin entstammte einer im Umfeld der Schauspielerei lebenden Familie, sein Vater war Schauspiellehrer, seine Mutter Schauspielagentin. 1974 machte er mit 13 Jahren sein Debüt mit einer Gastrolle in der Fernsehserie Notruf California, anschließend etablierte er sich im Film- und Fernsehgeschäft. Nach anfänglichen Kinderrollen spielte er später Teenager und junge Erwachsene.
Die Titelrolle übernahm er in der zwischen 1977 und 1978 laufenden Serie James at 15 über die Alltagserlebnisse eines Jugendlichen. Weitere Hauptrollen hatte er in dem Fernsehdrama Der Sieg seines Lebens (1976) als jugendlicher Sportler, der persönliche Probleme überwinden kann, und als jugendlicher Held in der international erfolgreichen Horror-Miniserie Brennen muss Salem (1979) nach einem Roman von Stephen King. Daneben hatte Kerwin Auftritte in bekannten Serien wie Unsere kleine Farm, Rauchende Colts, Mord ist ihr Hobby, Cannon, Simon & Simon oder Wonder Woman. Bekannte Regisseure, mit denen er drehte, waren Michael Landon, Tobe Hooper und Wolfgang Petersen.
In den 1980er-Jahren ließen die Rollenangebote nach; im Jahr 1995 zog er sich nach einer kleinen Rolle in Wolfgang Petersens Outbreak – Lautlose Killer aus dem Filmgeschäft zurück. 2022 spielte er noch einmal in einem Film mit. Nach seinem Karriereende war er als Pastor auf Hawaii tätig. Lance Kerwin starb im Januar 2023 im Alter von 62 Jahren in San Clemente; er hinterließ seine Ehefrau Yvonne und fünf Kinder.

## Filmographie (Auswahl)
- 1974: The Greatest Gift (Fernsehfilm)
- 1974: Unsere kleine Farm (Staffel 1, Folge 3)
- 1976: Der Sieg seines Lebens (The Loneliest Runner, Fernsehfilm)
- 1977: Der vergessene Kennedy (Young Joe, the Forgotten Kennedy, Fernsehfilm)
- 1977: Das bringt’s voll – Dufte Typen in Jeans (Cheering Section)
- 1977–1978: James at 15 (Fernsehserie, 21 Folgen)
- 1979: Brennen muss Salem (Salem’s Lot, Fernseh-Miniserie)
- 1980: The Boy Who Drank Too Much (Fernsehfilm)
- 1982: Was dich bewegt (Advice to the Lovelorn, Fernsehfilm)
- 1982: Der geheimnisvolle Fremde (The Mysterious Stranger, Fernsehfilm)
- 1983: Ein Killer in der Familie (A Killer in the Family, Fernsehfilm)
- 1985: Enemy Mine – Geliebter Feind (Enemy Mine)
- 1990: Challenger (Fernsehfilm)
- 1995: Outbreak – Lautlose Killer (Outbreak)
- 2022: The Wind and the Reckoning